# Sakata
Sakata (Japans: 酒田市, Sakata-shi) is een universiteits- en havenstad aan de Japanse Zee in de prefectuur Yamagata in het noorden van Honshu, Japan. De stad heeft een oppervlakte van 602,79 km² en begin 2008 bijna 115.000 inwoners. De stad ligt aan de monding van de rivier Mogami.

## Geschiedenis
Sakata werd op 1 april 1933 een stad (shi).

## Verkeer
In Sakata ligt de luchthaven Shonai (binnenlandse vluchten van All Nippon Airways en Ibex Airlines).
Sakata ligt aan de Riku'usai-lijn en aan de Uetsu-hoofdlijn van de East Japan Railway Company.
Sakata ligt aan de Yamagata-snelweg en aan de autowegen 7, 47, 112, 344 en 345.
De haven van Sakata is van belang voor de gehele regio.

## Landbouw
Rond Sakata zijn er uitgebreide rijstvelden, maar door de beperkte neerslag in dit relatief milde klimaat speelt graan een nog grotere rol.

## Stedenband
Tendō heeft een stedenband met
- Zjeleznogorsk-Ilimski, Rusland sinds 8 oktober 1979;
- Tangshan, China sinds 26 juli 2002.

## Aangrenzende steden
- Tsuruoka
- Yurihonjo

## Geboren in Sakata
- Ken Domon (土門 拳, Domon Ken) fotograaf
- Shumei Okawa (大川 周明, Ōkawa Shūmei) filosoof en nationalist
- Kumiko Ikeda (池田 久美子, Ikeda Kumiko) atleet (verspringen)